# Chapelle Notre-Dame-de-la-Côte
 (août 2013).
Si vous disposez d'ouvrages ou d'articles de référence ou si vous connaissez des sites web de qualité traitant du thème abordé ici, merci de compléter l'article en donnant les références utiles à sa vérifiabilité et en les liant à la section « Notes et références ».
La chapelle Notre-Dame-de-la-Côte est située sur une petite langue de terre au lieu-dit Lagrée au lieu-dit Penvins, dans la commune française de Sarzeau (Morbihan).

## Histoire
Un petit sanctuaire aurait déjà été érigé au Moyen Âge sur l'emplacement d'un site gallo-romain antérieur.[réf. nécessaire]

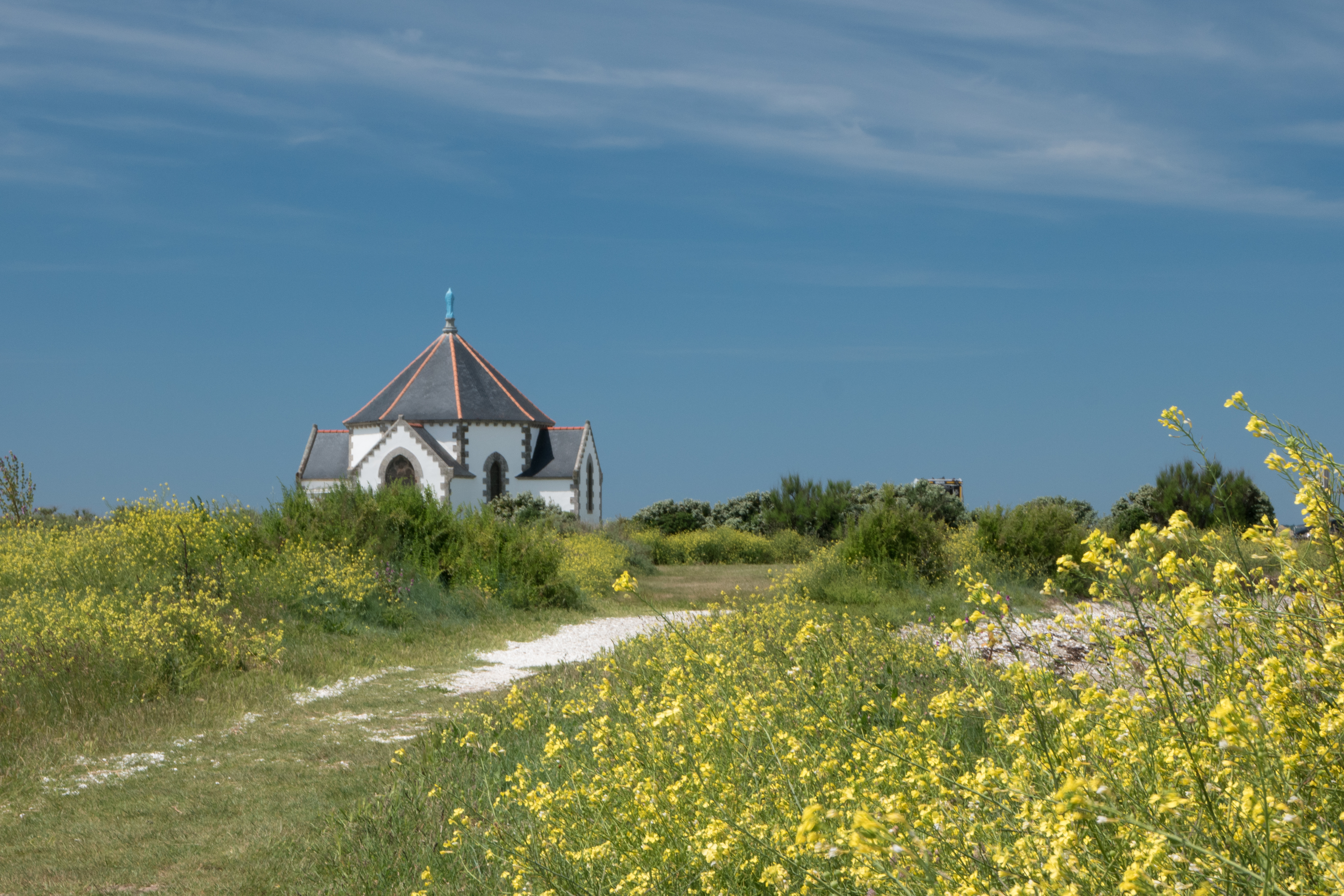
Chapelle Nôtre Dame de la Côte

De nombreuses légendes expliquent la présence de cette chapelle : la Vierge et saint Démétrius auraient mis en déroute les Anglais, ou le naufrage d'une flotte de pirates par une tempête provoquée par saint Gildas…
L'édifice actuel fut reconstruit sur les ruines d'une chapelle du XVIIe siècle, grâce à la générosité de la famille de Francheville. Olivier de Langlais, résidant au manoir de la Cour près de Penvins (en fait, un relais de chasse bâti à l'emplacement d'un manoir), époux d'Hedwige de Francheville, devint maire de Sarzeau en 1884. Olivier et son épouse sont à l'origine de la reconstruction de la chapelle en 1897.
Lors de la Seconde Guerre mondiale, l'édifice frôla la destruction. En effet, toutes les constructions susceptibles de servir de points de repère pour la navigation devaient être démolies. La chapelle devait subir le même sort que le poste de douane et les villas du XIXe siècle. Cependant, grâce à l'acharnement de l'abbé Buquen, vicaire de Penvins, la chapelle fut sauvée.

## Architecture
Sa disposition en croix grecque lui permet de mieux résister aux vents violents venus de la mer.
Elle est surmontée d’une statue de Notre-Dame.

### Vitraux

#### Vitrail de la vierge repoussant les Anglais

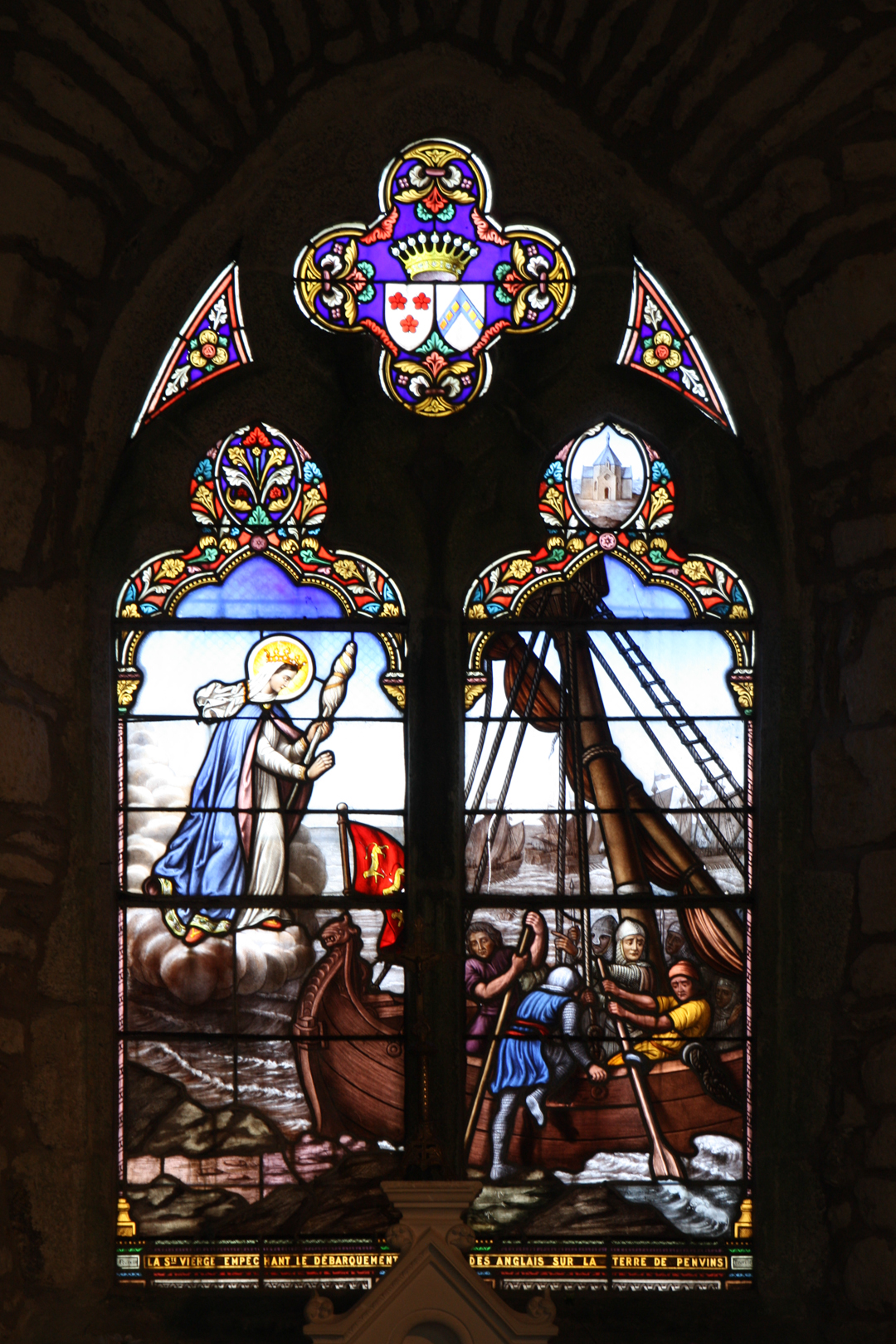
Vitrail de la vierge repoussant les Anglais.

Parmi les vitraux, l'un représente la Sainte Vierge tenant une quenouille dans la main gauche, tandis que la main droite semble repousser l'envahisseur anglais (on reconnaît le drapeau du royaume anglais avec ses motifs de lions imprimés sur fond rouge à la proue du navire), voulant ainsi protéger le lieu et ses habitants. Il est écrit sous le vitrail : "La Sainte Vierge empêchant le débarquement des Anglais sur la terre de Penvins".
Dans le vitrail face à l'entrée, sont présentés les armoiries d'Olivier de Langlais et de son épouse Edwige de Francheville (qui firent reconstruire la chapelle).

#### Vitrail au dessus-de la porte de la chapelle

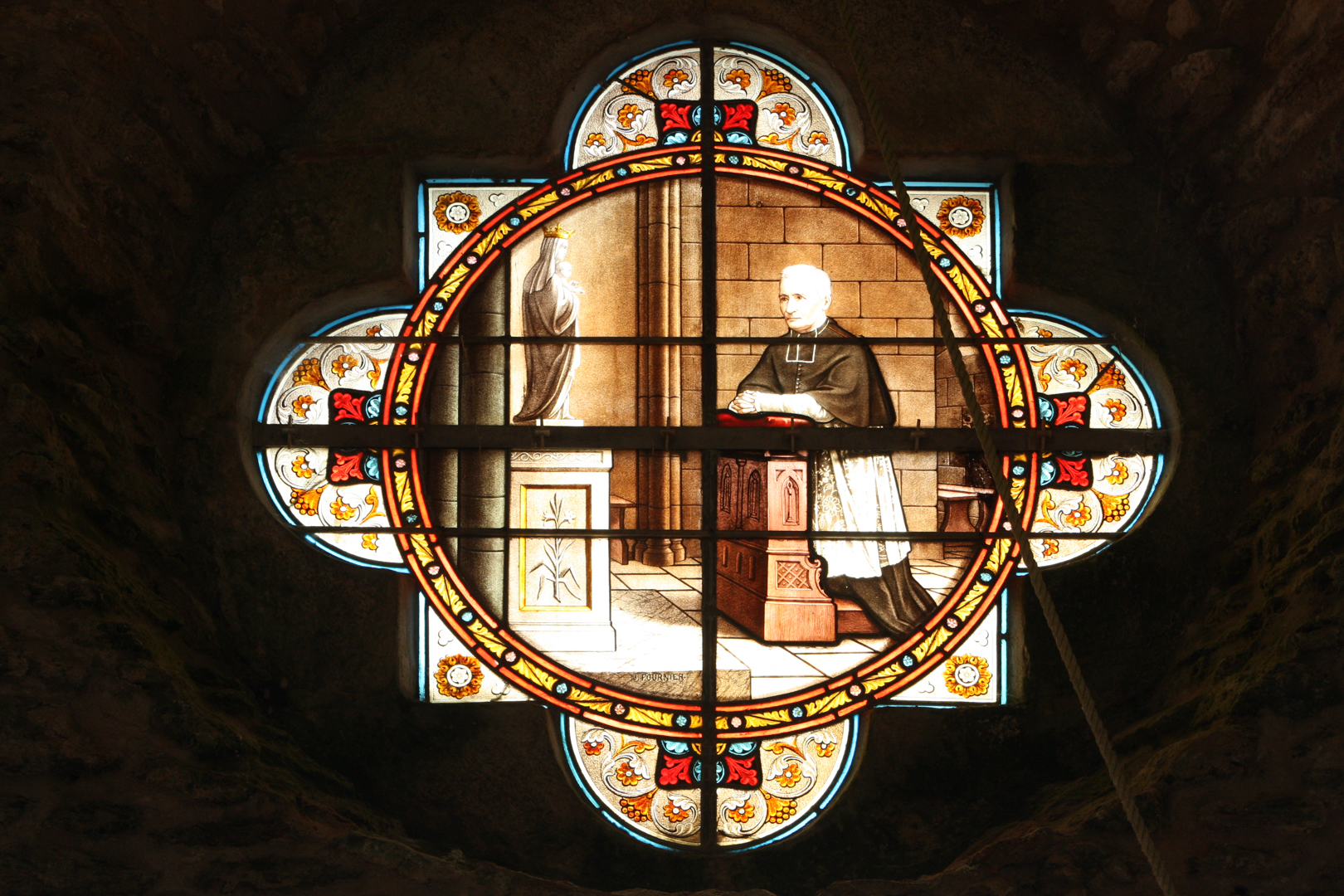
Vitrail situé au-dessus de la porte d'entrée : l'abbé Le Cossé, recteur de Sarzeau au moment de la construction de la chapelle.

Au-dessus de la porte d'entrée, un vitrail de forme ronde représente un homme d'église priant la Sainte-Vierge à l'enfant.

## Offices
La messe y est dite tous les ans à l'Assomption (15 août).